# In Treatment – Der Therapeut
In Treatment – Der Therapeut ist eine US-amerikanische Fernsehserie über einen Psychotherapeuten namens Paul Weston, gespielt von Gabriel Byrne, und die Therapie-Sitzungen mit seinen wöchentlich wiederkehrenden Patienten. Zwischen 2007 und 2010 produzierte der Fernsehsender HBO drei Staffeln. Die ersten beiden wurden 2008 und 2011 erstmals im deutschsprachigen Fernsehen gezeigt. Staffel eins und zwei basieren direkt auf der mehrfach ausgezeichneten israelischen Serie BeTipul (בטיפול), die dritte Staffel knüpft mit eigenen Ideen daran an.
Die Serie erhielt mehrere Auszeichnungen und fällt, ebenso wie das Original BeTipul, durch ein ungewöhnliches Serienkonzept auf.

## Inhalt und Struktur
Jede Staffel zeigt über einen Verlauf von mehreren erzählten Wochen, wie sich eine Reihe von Paul Westons Fällen und dessen eigene Besuche bei einer Therapeutin entwickeln. Kennzeichnend für die Serie ist dabei ihre zyklische Struktur: Jedem Wochentag ist eine Sitzung von Paul mit einem bestimmten Patienten bzw. der Therapeutin zugeordnet, wobei eine Serienfolge sich einer Sitzung widmet. Dem Zuschauer begegnet somit regelmäßig alle paar Folgen eine spezifische Figurenkonstellation wieder. Während die Patienten von Staffel zu Staffel wechseln, ist die Therapeutin in den ersten beiden Staffeln dieselbe. Sie fungiert zunächst als Pauls Supervisorin, in der zweiten begibt sich Paul bei ihr selbst in Therapie. Die dritte Staffel ersetzt die bisherige Therapeutin durch eine andere.
Die Inszenierung ist sehr minimalistisch: Eine typische Folge beschränkt sich auf die Praxis von Paul oder seiner Supervisorin/Therapeutin als einzigen Schauplatz. Sie beginnt mit dem Kommen des Klienten und endet mit dessen Weggang. Die Handlung besteht im Wesentlichen aus Gesprächen – oftmals ergänzt um Ausschnitte mit Ereignissen unmittelbar vor oder nach einer solchen Unterredung. Während sie miteinander reden, sitzen sich die Gesprächspartner die meiste Zeit einander gegenüber. Zeitliche Raffungen während der Sitzungen sind formal nicht gekennzeichnet (z. B. durch Auf- und Abblenden), so dass der Zuschauer scheinbar ca. 30-minütige Sitzungen in Echtzeit verfolgt. In einigen Folgen (z. B. 1.07, 1.11) wird jedoch die Länge einer einzelnen Sitzung thematisiert, die demnach in der erzählten Zeit ungefähr eine Stunde dauert. Üblich sind in den USA für eine psychotherapeutische Sitzung 50 Minuten. Die Serie hat dadurch manches mit einer Theateraufführung, speziell einem Kammerspiel gemein.
Einige Folgen weichen mehr oder weniger stark von dieser Grundstruktur ab (→ Variationen in der Struktur).
Für die Ausstrahlung der ersten Staffel orientierte sich HBO am ungewöhnlichen Sendekonzept des israelischen Vorbilds, bei dem die Erzählstruktur der Serie mit einem besonderen Senderhythmus verbunden wurde; ab der zweiten Staffel änderte der Sender diesen Rhythmus jedoch zugunsten eines konventionelleren. Im deutschsprachigen Fernsehen wurde dies unterschiedlich gehandhabt (→ Sendekonzepte).
Aufgrund von sinkenden Einschaltquoten im Laufe der dritten Staffel kündigte HBO im März 2011 an, die Serie in der Form, wie sie in den ersten drei Staffeln zu sehen war, nicht mehr fortzusetzen. Man sei aber bemüht, die Serie in einer anderen Weise fortzuführen, da man von der Stärke der Geschichten überzeugt sei.

### Erste Staffel
Der etwa 50-jährige Psychotherapeut Dr. Paul Weston betreibt seine Praxis in Baltimore im Erdgeschoss des Hauses, das er mit seiner Familie bewohnt. Zur Familie gehören seine Ehefrau Kate, seine 17-jährige Tochter Rosie und sein neunjähriger Sohn Max. Sein ältester Sohn Ian geht aufs College und wohnt nicht mehr zu Hause. In 43 Folgen werden über einen Verlauf von neun Wochen erzählter Zeit (jeweils Montag bis Freitag) die Sitzungen von Pauls Patienten Laura, Alex, Sophie, Jake und Amy sowie Pauls eigene Besuche bei seiner pensionierten Kollegin Gina dargestellt. Privat machen Paul Eheprobleme mit Kate zu schaffen.

#### Laura
Termin: montags, 9 Uhr
Laura ist eine 29-jährige Ärztin und schon ein Jahr in Behandlung bei Paul. Ihre Liebesbeziehungen mit Männern gestalten sich schwierig und enden für sie regelmäßig mit einer Enttäuschung. Zu Beginn der Handlung wurde sie gerade von ihrem Freund vor die Wahl gestellt: Heirat oder Trennung. Später wird eine andere Version der Geschichte ergeben, dass sie ihn zu diesem Ultimatum verleitet hat. Völlig aufgelöst erzählt sie, wie sie danach beinahe mit einem Fremden auf der Toilette einer Bar Sex gehabt habe. Sie gesteht Paul, dass sie in ihn verliebt sei und sagt, sie wolle mit ihm schlafen. Paul diagnostiziert einen Fall von erotischer Übertragung und versucht dieser zunächst professionell zu begegnen. Das fällt ihm zunehmend schwerer, als er erkennt, wie sehr er sich zu Laura hingezogen fühlt. Er und seine Frau Kate haben sich hingegen entfremdet. Sie wirft ihm vor die Familie zu vernachlässigen und teilt Paul mit, dass sie seit kurzem eine Affäre mit einem anderen Mann hat.
Laura reagiert mit Wut auf Pauls abweisende Haltung sowie den Vorschlag, die Therapie zu beenden, und meint, er traue sich nicht zu seinen Gefühlen für sie zu stehen. Spontan nimmt sie den Heiratsantrag ihres Freundes an, obwohl sie eine Ehe für einengend hält, und erscheint aus Protest zu spät zur Sitzung. Um Paul weiter zu provozieren, geht sie eine Beziehung mit Pauls Patienten Alex ein, den sie zufällig nach der Therapiestunde vor dem Haus trifft. Aufreizend und detailliert beschreibt sie in der Sitzung darauf ihre sexuellen Erlebnisse mit ihm und behauptet, sich trotz eines augenscheinlich missglückten Dates auf eine wundervolle Affäre zu freuen – tatsächlich endet diese in der Woche darauf schon wieder. Paul wirft ihr verletzt vor, dass sie sich an ihm rächen wolle. Laura sagt, sie halte ihn für innerlich tot und wolle ihm helfen, glücklich zu werden. Es gelingt Laura, ihm das Geständnis zu entlocken, dass er eine Vertrautheit zwischen ihnen spüre.
Zu Beginn der nächsten Sitzung möchte Paul den Abschluss der Therapie planen, doch Laura will die Behandlung schon nach dieser Sitzung beenden. Sie kommen auf eine für Laura unerträgliche Situation in ihrer Jugend zu sprechen: Nach dem Tod ihrer krebskranken Mutter musste sie sich mit 15 Jahren um ihren depressiven Vater kümmern. Paul hat als Kind ähnliche Erfahrungen mit seiner depressiven Mutter gemacht, nachdem sein Vater, ein Arzt, die Familie für eine seiner Patientinnen verlassen hatte. Laura berichtet dem schockierten Paul, dass sie damals von David, einem etwa 40-jährigen Freund ihres Vaters, der während einer Geschäftsreise bei ihnen im Haus lebte, entjungfert wurde und dass sie mehrmals mit ihm geschlafen hat. Einige Monate davor hatte sie unbeschwerte Ferien bei David und dessen Frau verlebt und begonnen für ihn zu schwärmen. Sie will sich nicht als Opfer sehen, da sie meint David verführt zu haben, und behauptet, sie habe den Sex genossen. Paul hingegen verurteilt dessen Handeln und vermutet, dass sie ihrem Vater Vorwürfe macht. Am Ende der Sitzung gibt Laura plötzlich zu, von ihren Gedanken an Paul so sehr abgelenkt gewesen zu sein, dass sie im Krankenhaus einen lebensbedrohlichen fachlichen Fehler gemacht habe. Das und die enttäuschte Hoffnung, sie und Paul würden ein Liebespaar, hätten sie veranlasst die Therapie zu beenden. Sie umarmt Paul zum Abschied und lässt ihn mitgenommen zurück.
Am folgenden Montag möchte Laura privat mit Paul über ihren Vater sprechen, dessen Gesundheitszustand sich verschlechtert hat. Auf Pauls Rat hin hat sie sich mit diesem erstmals über David unterhalten. Er sei nicht überrascht gewesen, aber sie will nicht glauben, dass er von den Vorgängen gewusst haben könnte. Paul hat der Gedanke sie niemals wiederzusehen verstört. Nun gesteht er ihr seine tiefen Gefühle für sie, was Laura aufgebracht für einen psychologischen Test hält. Letztlich überzeugt lässt sie sich unsicher auf die neue Situation ein. Als Paul sie umarmt, weil sie bei der Schilderung ihrer in Wahrheit als abstoßend empfundenen Entjungferung weinen muss, versucht sie ihn zu küssen. Er hält sie selbstbeherrscht davon ab, woraufhin Laura glaubt, er lehne sie ab. Paul versucht ihr zu erklären, dass eine Beziehung nicht richtig sei. Ihre Gefühle rührten daher, dass sie durch ihre Erlebnisse mit David Probleme habe, ein asexuelles Verhältnis zu Männern aufzubauen, und er wolle kein zweiter David für sie sein. Zum Abschied küsst er sie auf die Stirn. Als sie das Haus verlässt, begegnet sie im Vorbeigehen der eifersüchtigen Kate, die während der Sitzungen bei Gina von Laura erfahren hat.
Zwei Wochen später sehen sich Laura und Paul auf Alex’ Beerdigung, von der er sie telefonisch in Kenntnis gesetzt hat, wieder. Irrtümlich werden sie dort für ein Ehepaar gehalten. Paul erzählt Laura, wie unangenehm es ihm früher war, wenn Leute dachten die junge Frau seines Vaters sei seine Schwester. Laura fühlt sich nicht wohl in Gegenwart von Alex’ Frau und Familie und verlässt den Friedhof vorzeitig.
Ohne Laura fürchtet Paul plötzlich seine große Liebe verpasst zu haben. Von Gina dazu aufgefordert selbst herauszufinden, ob Laura für ihn die Richtige ist, verabredet er sich mit Laura für den Freitag der neunten Woche zu einem Gespräch in deren Wohnung. In einem Versuch sich einzureden, dass diese ihre Probleme überwunden habe, weil sie keinen weiteren Kontakt zu ihm aufgenommen hat, behauptet er, nun doch eine Beziehung zu wollen. Laura verweist nüchtern auf seine Erklärungen und bezweifelt, dass er dies wirklich will. Auf seine Versicherungen hin begibt sie sich jedoch ins Schlafzimmer. Paul, der ihr zögernd nachgegangen ist, bekommt eine Panikattacke, als sie sich auf dem Bett sitzend den Pullover auszieht, und verlässt fluchtartig die Wohnung.

#### Alex
Termin: dienstags, 10 Uhr
Lieutenant Alex Prince Junior, 39 Jahre alt, ist ein ehrgeiziger afroamerikanischer Kampfpilot mit ‚cooler‘ Fassade, erschüttert durch eine Mission im Irak, bei der er auf einen irrtümlichen Befehl hin eine Koranschule für Jungen bombardiert hat. Kurz darauf erlitt er wegen selbstverschuldeter Überanstrengung beim Laufsport einen Herzinfarkt, musste wiederbelebt werden und ist seitdem beurlaubt. Daniel, ein befreundeter Arzt, hat ihm geraten einen Therapeuten aufzusuchen, bevor er seinen Plan, die Stelle des Bombenabwurfs zu besuchen, in die Tat umsetzt. Alex kämpft mit versteckten Schuldgefühlen angesichts der getöteten Kinder und hat außerdem Angst, schwul zu sein. Überlagert werden seine Probleme von der angespannten Beziehung zu seinem strengen und scheinbar gefühlskalten Vater. Paul fühlt sich wiederholt angegriffen von dem herablassend auftretenden Mann, der ständig nach Perfektion strebt und Pauls Fähigkeiten in Frage stellt. Er nimmt an, dass Alex statt sich gegenüber seinem Vater zu behaupten ihn bekämpft und dass die Therapie für ihn mit einer persönlichen Schwäche verbunden ist.
Angeblich möchte Alex Pauls Rat bezüglich seiner Reisepläne einholen, er hat jedoch schon beschlossen die Unglücksstelle aufzusuchen. Paul soll im Nachhinein die Verantwortung für seine Entscheidung übernehmen. Gleiches gilt für Alex’ Entschluss, seine Familie zu verlassen, als er bei der Rückkehr aus dem Irak realisiert, dass er seine Frau Michaela nie geliebt hat. Da sie beim Schlafen mit den Zähnen knirscht, erklärt er mit Verachtung, dass sie zu sehr nach Regeln lebe und im Schlaf von ihren unterdrückten Gefühlen verfolgt werde. Außerdem sei sie übermäßig darum besorgt, dass er bald wieder seinem Beruf nachgehe. Paul vermutet, dass Alex vor sich selbst wegläuft und in seine Frau Eigenschaften projiziert, die er an sich selbst hasst. Möglicherweise wolle er gar nicht wieder als Kampfpilot arbeiten. Alex bestreitet das, zieht zu Hause aus und bei dem schwulen Daniel und dessen Lebenspartner ein.
Er behauptet, dass die Konfrontation mit den Opfern seines Bombenabwurfs keine Schuldgefühle in ihm ausgelöst habe, da das Militär ihm die Fähigkeit Schuld zu empfinden genommen habe. Seinen Herzinfarkt sieht er in keinem Zusammenhang mit dem Erlebten. Alex gibt zu, sich über seine fehlenden Gefühle zu ärgern, und Paul glaubt, dass ihn nur etwas hindere sie wahrzunehmen. Zynisch beschreibt Alex seinen Vater, für den das Leben ein ständiger Kampf sei und der Schuldgefühle für eine Schwäche halte, die sich nur Weiße erlauben könnten. Alex’ Vater war stolzer Anhänger der Bürgerrechtsbewegung um Martin Luther King und hat während eines Anschlags von Rassisten unbeabsichtigt seinen lungenkranken Vater erstickt, als er verhindern wollte, dass dieser durch sein Röcheln auf das Versteck der Familie aufmerksam macht. Alex weigert sich Paul zuzustimmen, dass er möglicherweise unbewusst Verhaltensmuster seines Vaters nachahmt. Es zeigt sich bald, dass Alex unter der Vorstellung ein Mörder zu sein leidet.
Paul kämpft mit Eifersucht, als Alex und Laura eine Affäre beginnen. Obwohl Alex sich von Laura benutzt fühlt und außerdem überzeugt ist beim Sex versagt zu haben, schläft er unter Einsatz von Potenzmitteln erneut mit ihr. Laura hat Paul in ihrer Sitzung berichtet, dass Alex sich habe zwingen müssen sie zu berühren. Paul vermutet, dass er im Grunde nicht mit ihr habe schlafen wollen, da sie ihn nicht sexuell anzog, und dass er sich deswegen minderwertig fühle. Nachdem sie das zweite Mal miteinander geschlafen haben, endet die Affäre. Alex unterstellt Paul, Laura verfallen zu sein, da sie ständig von ihm rede und er sich winde, sobald sie auf Laura zu sprechen kämen. Aufgebracht darüber, dass Paul angeblich sein Privatleben und seine Gefühle während der Sitzungen verberge, um sich ihm menschlich überlegen zu fühlen, nennt Alex Paul einen Heuchler. Er hat sich über dessen Leben informiert und provoziert ihn mit kränkenden Äußerungen über ihn, seine Familie und Laura so, dass dieser Alex körperlich und verbal attackiert.
Als Paul sich in der nächsten Sitzung entschuldigt und ausdrückt, wie verletzt er gewesen sei, beginnt sich Alex der Therapie zu öffnen und mit der Möglichkeit auseinanderzusetzen schwul zu sein. Wahrhaben möchte er sie aber nicht. Er beschreibt, wie frei von Leistungsdruck er sich fühle, wenn er mit seinen schwulen Freunden die Freizeit verbringt, und erzählt von schmerzhaften Kindheitserlebnissen mit seinem Vater, der ihn einerseits auf eine Eliteschule schickte, andererseits im Ghetto für das Leben habe abhärten wollen. Dieser vertrete die Ansicht, dass nur „Schwuchteln“ und Mädchen zur Therapie gehen. Paul meint, dass Alex viele Entscheidungen in Reaktion auf die hohen Erwartungen seines Vaters treffe und nicht wisse, was er selbst will. Alex fängt an zu weinen, äußert unmittelbar darauf Zweifel an der Wirksamkeit der Therapie und fragt Paul, ob er es gutheißen würde, wenn er demnächst wieder als Pilot flöge, da er nur in der Luft innere Balance finde. Paul denkt, dass Alex nicht in der Verfassung dazu ist, und ermutigt ihn die Therapie fortzusetzen.
Die siebte Sitzung ist Alex’ letzte: Er erscheint in Uniform, erklärt euphorisch, dass er wieder im Dienst sei, und bittet Paul der Navy einen positiven Abschlussbericht zu geben. Paul hat Bedenken, doch Alex glaubt, nur in der militärischen Ordnung die Kontrolle über sein Leben zurückzuerlangen. Begeistert schildert er, wie er sich bei einer Flugsimulation die Anerkennung der auszubildenden Piloten verdient habe. Er versöhne sich wieder mit Michaela, die sich mit seinem Vater verbündet habe, um ihn zur Rückkehr zu bewegen. Auf der Geburtstagsfeier seines zwölfjährigen Sohnes, den er um seine Selbstgenügsamkeit beneidet, habe er gemerkt, dass sein Vater zu Hause seine Rolle übernommen habe und mit seinem Sohn besser umgehen könne als er selbst. Erschüttert erzählt er, wie ihm sein Vater in einem Streit Verantwortungslosigkeit vorgeworfen habe.
Am Freitag danach erhält Paul einen Anruf von Daniel, der ihm mitteilt, dass Alex bei einem Trainingsflug tödlich verunglückt ist. Es stellt sich die Frage, ob es Selbstmord war. Auf der Beerdigung treffen Paul und Laura Alex’ Familie und Freunde. Um mehr über seinen Sohn zu erfahren und herauszufinden, ob er sich vielleicht umgebracht hat, erscheint am nächsten Tag Alex’ Vater zu dessen Sitzungstermin. Paul kann ihm aufgrund seiner Schweigepflicht nur vage Antworten geben. Alex Senior stellt den Sinn einer Therapie in Frage und vertritt die Auffassung, dass es lebensnotwendig sei, dass manche Dinge ins Unbewusste verdrängt werden und man sie nicht in einer Therapie wieder bewusst machen solle.

#### Sophie
Termin: mittwochs, 16 Uhr
Die 16-jährige Sophie lebt als Einzelkind geschiedener Eltern bei ihrer Mutter und ist eine Olympiahoffnung im Kunstturnen. Mit ihrem Fahrrad ist sie vor ein Auto gefahren und hat sich beide Arme gebrochen. Nun verlangt die Versicherung des Autofahrers ein psychologisches Gutachten, um zu klären, ob der Unfall eigentlich ein Selbstmordversuch war. Es zeigen sich Konflikte zwischen Sophie und ihrer Mutter, die sie scheinbar verachtet, aber auch zwischen ihr und ihrem abwesenden Vater, den sie glorifiziert. Sophie gibt sich die Schuld an deren Trennung und hat ein gestörtes Verhältnis zu sich und ihrem Körper. Von Sophie, die Pauls Tochter entfernt aus der Schule kennt, erfährt Paul, dass Rosie dort als „Freak“ und „Psycho“ gelte. Gegenüber Sophie zeigt sich Paul besonders einfühlsam und um ihr Wohlergehen besorgt.
So wie ihr Vater, der ihr zufolge nichts von Psychotherapeuten hält, steht Sophie einer Therapie zunächst ablehnend gegenüber. Sie vermutet aufgebracht, ihre Mutter habe hinter ihrem Rücken schon mit Paul gesprochen, sodass dieser nicht an ihrer Sichtweise interessiert sei. An den Unfallhergang kann sie sich angeblich nicht erinnern und sie reagiert wütend auf den Verdacht eines Selbstmordversuchs. Besonders ärgert sie, dass ihre Mutter fälschlicherweise glaube, sie habe sich wegen des sportlichen Leistungsdrucks das Leben nehmen wollen. Diese habe das Turnen nie unterstützt, fürchte, es hemme ihre körperliche Entwicklung, und verstehe sie nicht. Sophie sagt, sie fühle sich auf dem Schwebebalken geborgen, beschreibt allerdings die Turnhalle auch geringschätzig als einen Ort der Heuchelei, an dem Magersucht und Bulimie unter den Mädchen verbreitet seien und jede versuche, sich dem Trainer anzubiedern und die anderen auszustechen. Sie selbst sei als einzige des Teams nicht essgestört.
Wiederholt testet Sophie aus, ob sie Paul vertrauen kann. Zur zweiten Sitzung erscheint sie vom Regen durchweicht und bittet Paul, ihr die nasse Kleidung auszuziehen, die sie wegen ihrer eingegipsten Arme nicht gegen die trockenen Sachen von Rosie auswechseln kann, die Paul ihr gebracht hat. Paul glaubt, dass sie sehen will, ob er diese Grenze überschreiten wird, weil jemand das zuvor tat, und überlässt es seiner Frau, Sophie zu helfen. Er erfährt, dass Sophie eine sexuelle Beziehung mit ihrem Trainer Si hatte, den sie schon kennt, seit sie ein kleines Mädchen war. Sie erzählt, dass sie während der Ehekrise ihrer Eltern unter Panikanfällen gelitten, oft bei Sis Familie übernachtet und sich dort heimisch gefühlt habe. Irgendwann habe Si sich in sie verliebt und ihr vorgeworfen, dass sie ihn verführe. Kurz vor ihrem Unfall, als Sis Ehefrau Darlene sechs Monate lang außer Haus war, hat sich Sophie um die kleine Tochter Dana gekümmert, für die Familie gekocht und neben Si im Ehebett übernachtet. Obwohl dieser sich über die unerlaubte Grenzüberschreitung im Klaren gewesen sei, habe er eines nachts mit ihr geschlafen, wobei sie sich gefühlt habe, als sei sie gar nicht anwesend. Weinend berichtet sie, wie Darlene sie nach ihrer Rückkehr gebeten habe, die Familie demnächst nicht zu besuchen, da sich Dana zu sehr an sie gewöhnt habe. Sophie ist überzeugt, die Familie zerstört zu haben, sodass Darlene sie loswerden wollte. Unmittelbar danach geschah der Unfall.
Die vierte Sitzung beginnt heiter, denn Sophie ist ihre Verbände los, turnt wieder und hat die Nacht auf einer Party verbracht. Doch ihre Stimmung schlägt um, als sie erzählt, wie sie mit einem Jungen von der Party geschlafen und dieser angemerkt habe, sie benehme sich beim Sex wie jemand, der missbraucht wurde. Das löste albtraumhafte Bilder vom Zerfall ihrer Lebenswelt sowie Erinnerungen an den Unfall aus. Verstört hält sie sich für einen „Freak“, als sie gesteht, dass sie absichtlich vor das Auto gefahren sei, wobei sie sich in Herbeisehnung absoluter Stille ganz kontrolliert gefühlt habe. Später wird sie den Tod mit Freiheit und Nichts-Fühlen-Müssen gleichsetzen. Am Ende der Sitzung schluckt sie im Badezimmer neben dem Behandlungsraum mehrere von Pauls Schlaftabletten, die dieser gedankenlos in den Schrank gestellt hat. Sie bricht vor seinen Augen zusammen und wird noch rechtzeitig ins Krankenhaus eingeliefert.
Während Sophie ihren Vater idealisiert, kann es ihr ihre Mutter, die sie als schwächlich und dumm verspottet, in nichts recht machen. Sie denkt, ihr Vater sei außer ihrem Trainer der einzige Mensch, der sie gernhat; er nimmt jedoch seit der Scheidung wenig an ihrem Leben teil, ist ständig mit seiner Arbeit als Fotograf beschäftigt und weiß nichts von ihrem Selbstmordversuch in Pauls Praxis. Zur Sitzung danach kommt Sophie auf Pauls Wunsch widerstrebend mit ihrer Mutter. Während diese besorgt ist, dass ihr das aufreibende Training schadet, fordert Sophie seine Erlaubnis dazu ein und droht, sich sonst wirklich umzubringen. Obwohl Paul Verständnis für ihre Mutter zeigt, befürwortet er zu deren Bestürzung und Sophies Triumph, dass sie turnt. Von Sophie zum Gehen gedrängt, verabschiedet sich ihre Mutter den Tränen nahe, um im Auto zu warten. Auch Sophie ist angesichts ihrer Tabletteneinnahme überrascht über Pauls Meinung, doch der hält den Vorfall für eine weitere, bestandene Bewährungsprobe und hofft, dass sie ihm jetzt vertraut. Er erkennt, dass sich Sophies Todessehnsucht gegen die schwächere Seite ihrer Persönlichkeit richtet und dass sie im Sport Stärke findet. Der selbstbewussten, kontrollierten Turnerin stehe, so Paul, die beeinflussbare junge Frau, die Dinge gegen ihren Willen tue, gegenüber. Doch Sophie müsse auch letztere als Teil von sich wahrnehmen. Als plötzlich ihre Mutter zurückkommt und gegen Pauls Entscheidung protestiert, wird Sophie wütend, nicht zuletzt über deren Eindringen in ihre Therapie, und droht, sie werde zu ihrem Vater ziehen. Wieder alleine mit Sophie, verteidigt Paul ihre Mutter gegen Sophies Angriffe, da sie Sophie, trotz dieser nie aufgebe. Sophie geht eine Vereinbarung ein, der zufolge sie nur zur Therapie kommen darf, wenn sie nicht mehr versucht sich umzubringen.
Obwohl sie meint keine Essstörung zu haben, betrachtet Sophie Essen als ihren Feind. Sie begründet dies mit der Diät, die sie für das Turnen halten müsse. Seit der Wiederaufnahme ihres Trainings hat sie abgenommen, sollte jedoch zunehmen. Paul erkennt, dass dahinter mehr steckt, als sie erklärt, gerne dünn und leicht zu sein, weil es sich anfühle, als ob sie nicht wirklich vorhanden sei und als ob sie ihren Problemen entschlüpfen könne. Gleichzeitig empfindet sie ihren Körper aber als nicht normal entwickelt. Ihre Neigung zum Dünnsein ist eng mit den Beziehungen ihres Vaters mit mageren, Sophie zufolge auch bulemiekranken Fotomodels verknüpft, über die sie sich abfällig äußert. Sophie sagt, ihr Vater möge ihre schlanke Figur und habe behauptet, ihr eine Arbeit als Model verschaffen zu können, falls es mit dem Turnen nicht klappe. Sie sträubt sich heftig gegen Pauls Versuche über einen Bildband mit Modelfotos ihres Vaters zu sprechen, den sie in seinem Bücherregal entdeckt und auf den sie ihn indirekt hingewiesen hat. Paul vermutet, dass diese Aktfotos mit einer seelischen Wunde zusammenhängen und dass sie insgeheim eine große Wut auf ihren Vater hat.
Schließlich offenbart sich Paul die Ursache für Sophies seelische Verletzung: Mit sieben Jahren hat sie ihren Vater beim Sex mit einem Model im elterlichen Schlafzimmer ertappt. Auch war es für sie alltäglich, dass sich zuhause – in Abwesenheit ihrer Mutter – nackte Models im Fotostudio ihres Vaters aufhielten. Sophie beschönigt das Geschehen als Lebensweise eines Künstlers. Da sie ihrer Mutter nie davon erzählt hat, wurde sie indirekt zur Komplizin ihres Vaters, bis sie sich eine telepathische Verbindung mit ihm einbildete. Sie ist wütend, dass ihre Mutter angeblich das Offensichtliche nicht erkannt hat. Paul vermutet, dass Sophie Angst hatte, durch ihren Bericht die Ehe ihrer Eltern zu zerstören, andererseits aber hoffte, ihre Mutter würde von der Affäre erfahren und sie von dem Geheimnis befreien. Sophie unterstellt Paul, dass er irrtümlich glaube, ihr Vater habe sie sexuell missbraucht. Er verneint dies, meint jedoch, dass Sophie als Kind unter der fehlenden Abgrenzung zwischen sich und der Welt der Erwachsenen mit deren Sexualität gelitten habe. Wahrscheinlich sei sie verärgert, dass ihre Mutter sie nicht davor beschützt habe. Der Sport mit seinen Regeln habe ihr eine innere Zuflucht gegeben. Nachdem er Sophie als einen Ort, an dem sie sich sicher fühlen könne, alternativ seine Praxis angeboten hat, ändert das Turnen für Sophie seine Bedeutung.
Auf der Suche nach einer Erklärung dafür, dass ihr Vater die Familie verließ und ihre deswegen depressive Mutter sich nicht mehr richtig um sie kümmerte, hat sich Sophie als Kind selbst die Schuld gegeben. Seitdem glaubt sie, sie sei nicht normal. Doch Paul macht ihr klar, dass sie nicht verantwortlich für das Handeln ihrer Eltern sei und nur Macht über ihr eigenes Tun habe. Sophie versucht, mit ihrer Mutter zu reden, und lässt erstmals die Wut auf ihren Vater zu, dessen Anrufe sie nun ignoriert. Infolgedessen zeigt sich dieser besorgt und passt sie vor ihrer letzten Sitzung unangekündigt an der Praxis ab. Er verlangt ein Gespräch mit Paul, bei dem er die Schuld für ihr verändertes Verhalten sucht. Sophie beschließt, in der Sitzung mit ihm zu sprechen. Unter Tränen verteidigt er sich gegen deren Vorwurf, nie für sie da gewesen zu sein, und legt dar, wie er sich bis zu ihrem elften Lebensjahr um sie gekümmert habe. Er kann ihr aber nicht zufriedenstellend beantworten, weshalb er sie zweieinhalb Jahre lang nicht gesehen hat und seine damalige neue Frau vorzog, die dagegen war, dass Sophie ihrem Wunsch entsprechend bei ihnen wohnte. Paul erklärt ihm, dass Sophie von ihm erwarte für sie zu kämpfen. Diese wirft ihrem Vater vor, zu kommen und zu gehen, wie es ihm passe. Sie denkt, Paul kenne sie besser als er, und legt offen, dass ihr Unfall ein Selbstmordversuch war. Wütend weist Sophie ihn aus ihrer Therapie. Paul meint, Sophie habe erkannt, dass sie bestimmen könne, wann sie ihre Eltern in ihr Leben hineinlassen möchte und wann nicht. Sophie will Zeit mit sich selbst verbringen und ihr Training ohne ihre Eltern oder Paul in Denver fortsetzen. Sie umarmt Paul zum Abschied und geht ihrem Vater nach, um sich mit ihm zu unterhalten.

#### Jake und Amy
Termin: donnerstags, 17 Uhr
Jake und Amy sind Eltern eines kleinen Sohnes, die nach jahrelangen Versuchen aufgegeben haben, ein zweites Kind zu bekommen. Nun ist die karrierebewusste Amy doch noch schwanger geworden, aber nicht sicher, ob sie das Kind behalten soll. Jake, erfolgloser Musiker, will Paul zwingen, die Entscheidung für sie zu treffen. Er bedrängt und provoziert Paul so sehr, dass dieser gereizt Jakes Sticheleien nachgibt und zu einem Schwangerschaftsabbruch rät. Im selben Moment bereut er diese unprofessionelle und unbedachte Äußerung schon und wird von Jake als „Mörder“ beschimpft. Als Amy während der zweiten Sitzung plötzlich Blutungen bekommt und später eine Fehlgeburt erleidet, erübrigen sich weitere Diskussionen um eine mögliche Abtreibung. Die Paartherapie, an der entweder beide oder nur einer von ihnen teilnehmen, bringt jedoch grundsätzlichere Konflikte ans Licht und ihre Ehe gerät in Gefahr.

#### Paul und Gina (I)
Termin: freitags, 19 Uhr
Gina ist Pauls ehemalige Supervisorin, zu der er acht Jahre lang den Kontakt abgebrochen hatte, bevor er sie nun wieder aufsucht. Mittlerweile ist sie sechzig Jahre alt, in Rente und versucht sich als Romanautorin. Paul ruft sie nach der ersten Sitzung mit Jake und Amy kurzentschlossen an um einen Termin auszumachen. Sie empfängt ihn herzlich, fragt sich aber, zu welchem Zweck Paul ausgerechnet zu ihr kommt, da es in der Vergangenheit Differenzen zwischen ihnen gab. Gina hatte sich damals gegen Pauls Beförderung zum Leiter des Instituts ausgesprochen, an dem sie beide arbeiteten, weil sie Zweifel an seinen Fähigkeiten als Therapeut hatte. Paul empfand das als demütigende Einmischung in seine Arbeitsweise und verließ das Institut. Er ging deswegen auch nicht zur Beerdigung von Ginas Ehemann, seinem Arbeitskollegen, der vor einem Jahr gestorben ist und unter dessen Verlust sie sehr leidet. Die vergangenen Ereignisse führen immer wieder zu Spannungen während der Sitzungsgespräche. Am Ende der ersten Sitzung sagt Gina, dass sie es verstörend finde ihm nach so langer Zeit zu begegnen, als sei nichts vorgefallen, und Paul entgegnet, er habe das Gefühl gehabt, sie empfinde seine Rückkehr als Triumph über ihn.
Paul gibt als Grund für seinen Besuch an, schon längere Zeit keine Geduld mehr mit seinen Patienten zu haben. Diese Woche habe er besonders das Gefühl gehabt die Kontrolle zu verlieren, wobei er von Jakes und Alex’ provokantem Verhalten berichtet und auch Lauras Liebesgeständnis erwähnt. Er fühle sich deswegen schuldig und suche in Gina jemanden, der ihm wieder zu seiner inneren Ruhe verhelfen könne. Außerdem befinde er sich erneut in einer Midlife Crisis. Plötzlich bringt er auch seine Ehekrise ins Gespräch. Gina findet bald heraus, dass sein eigentliches Problem darin besteht, dass er sich zu Laura hingezogen fühlt, während seine Ehe mit Kate auseinanderzubrechen droht.
Zu Beginn verdrängt Paul diese Idee und versucht Lauras Fall von erotischer Übertragung als rein berufliches Problem darzustellen, bei dem Gina ihn beraten soll. Auf ihre Versuche Laura und Kate als Teile desselben Problems zu betrachten reagiert er ungehalten und der Vorschlag Laura an einen anderen Therapeuten zu überweisen stößt bei ihm auf heftigste Gegenwehr. Er hält Gina vor, in einem ähnlichen Fall versagt zu haben, als sie einen Patienten aufgab, der in sie verliebt war und den sie möglicherweise selbst auch geliebt hat. Dieser habe das nie verkraftet. Nachdem er es Laura gegenüber dennoch angesprochen hat und diese wütend wurde, beschuldigt er Gina, Lauras Therapieerfolge zunichtegemacht zu haben. Gina entgegnet, dass er selbst für sein Tun verantwortlich sei und sie den Eindruck habe, dass er sich mit der Beendigung von Lauras Therapie vor deren Anziehungskraft schützen wollte, die ihm plötzlich über den Kopf zu wachsen drohte. Paul weist derartige und andere Interpretationen Ginas verärgert zurück und wirft ihr wiederholt berufliche Inkompetenz und ein Beharren auf psychologischen Theorien vor.
Schließlich muss er sich jedoch eingestehen, dass er darüber fantasiert, die Grenze zwischen Therapeut und Patientin zu überschreiten. Allerdings gehe davon keine Gefahr aus, da Lauras Wirkung auf ihn lediglich ein zu handhabendes Berufsrisiko sei, vergleichbar mit der denkbaren Anziehung, die eine Patientin auf ihren Gynäkologen ausüben könne. Gina ist wenig beruhigt und weist ihn darauf hin, dass er in diesem seltsamen Vergleich in auffälliger Weise Genitalien thematisiere. Zu einer Beschreibung Lauras aufgefordert, schildert Paul ihr hübsches Lachen, ihre Gewitztheit, ihr kindliches Wesen, das einen veranlasse sie beschützen zu wollen, und ihre zum Teil poetisch anmutende Faszination von Sex. Gina sieht eine Gemeinsamkeit zwischen Lauras Erlebnissen mit ihrem depressiven Vater und Pauls eigenen Erfahrungen mit seiner depressiven Mutter. Gleichzeitig erschrecke Paul wahrscheinlich die Vorstellung, das Verhalten seines Vaters zu wiederholen, der die Familie wegen einer seiner Patientinnen verließ. Hinsichtlich seiner Reaktion auf Kates Affäre, von der er Gina traurig und empört berichtet, äußert Gina die Vermutung, dass er möglicherweise in Wahrheit nicht ganz so verärgert sei und darin einen Freibrief für eine eigene Beziehung mit Laura suche.
Als Kate mit ihrem Geliebten zu einem Kurzurlaub wegefahren ist, beginnt Paul gedanklich eine Beziehung mit Laura nach deren Therapie durchzuspielen. Gina weist solch eine Möglichkeit entschieden zurück, weil selbst nach Therapieende Laura für Paul immer eine Patientin bleibe und diese außerdem schockiert sein würde, sollte er tatsächlich auf ihre Wünsche eingehen. Paul gesteht endlich, dass er Gina aufgesucht hat, da er sich selbst nicht mehr traue und Angst habe seinen Gefühlen für Laura letztlich nachzugeben. Denn er liebe sie und wolle mit ihr zusammen sein. Gina verspricht Paul, für ihn da zu sein.
Auf eigenen Wunsch begleitet Kate ihren Mann zu mehreren Treffen, in der Hoffnung dass das ihrer Ehe helfen könnte. Ihre Affäre hat sie noch während des Urlaubs aufgegeben. Es werden tatsächlich wesentliche Konflikte herausgearbeitet, doch Kate belasten die Gespräche sehr und da sie nicht weiß, wie diese ihre Ehe retten sollen, kommt sie schließlich nicht länger mit zu Gina. Kate fühlt sich von Paul bevormundet und analysiert wie eine seiner Patientinnen. Seinen Praxisraum betrachtet sie als feindliche Zone, in die Paul sich zu seiner Arbeit zurückzieht und sie ausschließt. Da er sie und die Kinder vernachlässige, wisse er nicht, was in der Familie vorgeht.

### Zweite Staffel
Nach seiner Scheidung von Kate hat Paul eine Praxis in New York City eröffnet. In den 35 Folgen der Staffel behandelt er über sieben Wochen seine neuen Patienten Mia, April, Oliver, Bess, Luke und Walter. Jeden Freitag reist er mit dem Zug übers Wochenende nach Baltimore, um seine Kinder zu besuchen und die Psychotherapeutin Gina zu sehen, bei der er nun selbst eine Therapie beginnt. Außerdem trifft er seine erste große Liebe Tammy wieder und wird wegen eines angeblichen Behandlungsfehlers mit einer Klage konfrontiert, die Alex’ Vater gegen ihn anstrebt.

#### Mia
Termin: montags, 7 Uhr
Die erfolgreiche Anwältin ist eine ehemalige Patientin, die bereits zwanzig Jahre zuvor bei Paul in Behandlung war. Er hatte die Behandlung damals abgebrochen, worin Mia die Schuld für ihre jetzige Lebenssituation sucht. Paul hatte damals – aus ihrer Sicht – einen Schwangerschaftsabbruch empfohlen, damit sie sich ganz dem Jurastudium widmen konnte. Bis heute ist sie kinderlos geblieben und hat nicht geheiratet, obwohl dies ihr sehnlichster Wunsch wäre. Weil sie sich ständig mit verheirateten Männern einlässt, bleibt dies aber unerreichbar.
Im Laufe der Behandlung wird deutlich, dass das Verhältnis zu ihrem Vater eine entscheidende Rolle bei ihren Problemen spielt. Mia hat ihn seit ihrer Kindheit idealisiert und meint ihm alleine vertrauen zu können, da nur er in ihrer Vorstellung immer für sie da war – im Gegensatz zu ihrer Mutter, die sie angeblich nie wollte, weil ein Kind ihrer Karriere als Modell im Weg stand. Nachdem sie ihr Leben lang von dieser Sichtweise auf ihre Eltern überzeugt war, erfährt sie von ihrer Mutter, dass diese sich infolge einer Wochenbettdepression nicht um ihr Kind kümmern konnte. Als sie das nach ihrer Genesung ändern wollte, hatte Mia bereits eine sehr starke Bindung an ihren Vater entwickelt. Mia strapaziert die Beziehung zu ihrem Vater, als sie ihn damit konfrontiert, warum er seiner Frau nicht aus der Depression geholfen hat.
Eine Scheinschwangerschaft und ihre neue Sicht auf sich selbst und ihre Eltern stürzen Mia in eine Depression. Da sie sich nach den Gesprächen mit Paul jedes Mal schlechter statt besser fühlt, will Mia die Behandlung abbrechen. Paul gelingt es aber, sie in der letzten gezeigten Montags-Sitzung von einer Fortsetzung der Therapie zu überzeugen.

#### April
Termin: dienstags, 12 Uhr
Bei der jungen Architekturstudentin wurde Lymphknotenkrebs im fortgeschrittenen Stadium diagnostiziert, was sie aber zunächst nicht wahrhaben will. Anstatt schnellstens mit der lebenswichtigen Chemotherapie zu beginnen, sorgt sie sich um ihren Bruder, der an Autismus leidet und bereits mehrmals versucht hat, sich umzubringen. Ihre Eltern will sie nicht um Hilfe bitten, weshalb Paul schließlich – entgegen seinen Überzeugungen – April ins Krankenhaus begleitet. Als er anregt, sich zukünftig von jemand anderem begleiten zu lassen, wird April erst aggressiv, lässt sich aber von Paul, der inzwischen ihre Mutter in ihr Krankheitsbild eingeweiht hat, davon überzeugen, dass es richtig ist, ihre Mutter um Hilfe zu bitten.

#### Oliver
Termin: mittwochs, 16 Uhr
Oliver leidet unter der bevorstehenden Scheidung seiner Eltern, die er nicht wahrhaben möchte, obwohl sein Vater bereits in eine eigene Wohnung gezogen ist. Die Eltern Luke und Bess, die mitunter an den Sitzungen teilnehmen, streiten sich darüber, wie ihr Sohn richtig erzogen werden soll, und horchen diesen über den jeweils anderen Elternteil aus. Während seine Mutter sich sorgt, dass Oliver während der Besuche bei seinem Vater nicht richtig umsorgt wird, möchte sein Vater ihm mehr Selbständigkeit abverlangen und findet, Bess gibt ihm zu viel zu essen. Wegen seines Übergewichts wird Oliver von anderen Kindern gehänselt.
Kurz vor ihrer Trennung hatten Olivers Eltern noch überlegt ein Kind zu adoptieren. Der Plan wurde dann aufgegeben ohne Oliver darüber zu informieren, dass er nun doch keinen Bruder bekommen wird. Diese Ungewissheit macht Oliver zu schaffen, sodass seine Eltern auf Pauls Rat hin mit ihm darüber sprechen.
Als Bess Urlaub macht, kümmert sich sein Vater um ihn, was nicht unproblematisch verläuft, da Oliver ihn durch sein Verhalten zu provozieren versucht. Im weiteren Verlauf der Sitzungen distanzieren sich die Eltern von ihrem Sohn. Verzweifelt bittet er Paul, ihn aufzunehmen, dieser muss ihn jedoch zurückweisen.

#### Walter
Termin: donnerstags, 17 Uhr
Der 68-jährige Walter steht als Vorstandsvorsitzender eines Konzerns beständig unter Zeit- und Leistungsdruck. Bisher kam er damit laut eigenen Angaben gut zurecht, doch seit einiger Zeit leidet er unter unerklärlichen Schlafstörungen. Ein wegen Schlafmitteln konsultierter Arzt vermutet psychische Ursachen in Form einer inneren Unruhe, der Paul auf den Grund gehen soll.
Walters Unternehmen ist zurzeit in einen Skandal um verunreinigte Babynahrung verwickelt; die Medien führen ihn dabei als Sündenbock vor. Als Vater dreier erwachsener Kinder sorgt er sich um das Nesthäkchen der Familie, seine Tochter Nathalie, die seit kurzem ihr drittes Studienjahr in Ruanda verbringt, um dort als Entwicklungshelferin zu arbeiten. Beunruhigt von einer E-Mail Nathalies, möchte er sie zurückholen und reagiert ungehalten, als Paul dies für unnötig hält. Er erleidet eine Panikattacke und verlässt die Praxis trotz Pauls Besorgnis.
Walter ist seit seiner Kindheit mit diesen Panikattacken vertraut und misst ihnen keine Bedeutung bei. Es stellt sich heraus, dass sie mit dem Tod seines älteren Bruders in Zusammenhang stehen, der in einem See ertrank, als Walter sechs Jahre alt war. Seine Eltern blieben ihm eine Erklärung für das plötzliche Verschwinden des Bruders schuldig, was seinen allerersten Panikanfall auslöste und eine Angst vor dem unerwarteten Verlust anderer Menschen aus seinem Umfeld begründete. Walter gibt sich die Schuld am Tod seines Bruders, da dieser ihn über seinen gefährlichen Plan, von einer Klippe in den See zu springen, informiert hatte. Als Walter nach Ruanda reist, um Nathalie nach Hause zu holen, nimmt sie ihm das übel. Paul meint, dass es Walter schwerfällt, seine Tochter eigene Wege gehen zu lassen, aus Angst, auch sie könne „verschwinden“. Walter selbst habe sich nach dem Tod seines Bruders aus Schuldgefühlen vermutlich nie von seinen Eltern abgenabelt.
Der Skandal um den Konzern führt schließlich zu Walters erzwungenem Rücktritt nach 35 Jahren Arbeit für die Firma. Obwohl er der Ansicht ist, verantwortungsvoll auf die Ereignisse reagiert zu haben, hat Walter Schuldgefühle. Paul meint, dass er von seinem Chef spreche wie von einem Vater, den er enttäuscht hat. Walter fühlt sich ihm seit dem Tod von dessen Sohn eng verbunden. Nun hält er sich für nutzlos und Paul ist besorgt, dass Walter sich mit einer Überdosis seiner Schlaftabletten umbringen könnte. Doch dieser entgegnet, Selbstmord wäre verantwortungslos gegenüber seiner Frau.
Zwei Wochen später hat Walter tatsächlich versucht sich mit Schlaftabletten das Leben zu nehmen. Seine Frau und Nathalie, die zu Besuch ist, fanden ihn gerade noch rechtzeitig. Paul besucht Walter, der den Selbstmordversuch zunächst abstreitet, im Krankenhaus. Verärgert gesteht Walter schließlich, dass er die Besorgnis seiner Familie nicht länger ausgehalten habe, und glaubt, er sei eine Belastung für sie. Der Ausfall der vorherigen Sitzung aufgrund des Todes von Pauls Vater hat Walter veranlasst, sich über Paul zu informieren, wobei er auf die Klage von Alex’ Vater stieß. Er meint daraufhin, Paul habe so wie er selbst „Blut an den Händen“. Seine Schuld am Tod der Kinder aufgrund der vergifteten Nahrungsmittel könne ihm keiner abnehmen. Paul sieht in Walters Leben eine Kette von Schuldgefühlen – ausgelöst von Vorfällen angefangen beim Tod seines Bruders und dem des Sohnes seines Chefs bis zu dem Lebensmittelskandal. Nun habe Walter gegen sich eine „Todesstrafe“ verhängt. Paul verordnet ihm, gegen seinen Willen noch länger im Krankenhaus zu bleiben, da er ihn wegen des Risikos eines weiteren Suizidversuchs unter Beobachtung wissen möchte.
In der Woche darauf ist Walter immer noch in der Klinik, darf jedoch zu Paul in die Sitzung gehen. Er schmeichelt ihm und verharmlost sein Befinden, um diesen dazu zu bringen, sich für seine Entlassung einzusetzen. Paul erkennt dies, woraufhin Walter beschreibt, wie er ohne sein früheres, tätiges Leben nicht mit sich selbst zurechtkomme und von Gedanken an seine Schuld geplagt werde. Paul konfrontiert ihn mit der Idee, dass er wahrscheinlich seit dem Tod seines Bruders sein Leben so sehr mit Verantwortung und Arbeit angefüllt habe, um seine ständigen Schuldgefühle zu kompensieren, dass er sich niemals selbst kennengelernt habe. Selbst für die frühere Alkohol- und Tablettenabhängigkeit seiner Frau fühlt sich Walter verantwortlich. Als Paul ihn ermutigt, in der Klinik die Chance zu ergreifen, den kleinen Jungen in sich wiederzufinden, bricht er weinend zusammen.
Walter wird schließlich aus der Klinik entlassen. Der emotionale Moment der letzten Sitzung ist ihm unangenehm. Walter erzählt von einem kürzlichen Traum, in dem er sich mit seinem ehemaligen Chef in einer Garage traf und erfuhr, dass der Lebensmittelskandal nicht seine Schuld gewesen sei. Sein Chef bat Walter um Verzeihung und bot ihm seinen ehemaligen Firmenposten an. Aber Walter konnte ihm im Traum trotz aller Bemühungen nicht antworten, so als habe er verlernt zu sprechen. Paul deutet dies als Walters Einsicht, dass er sich nicht wieder dem alten Stress aussetzen wolle. Walter erzählt, dass sein Vater sich nach dem Tod des Bruders oft für angebliche Basteleien in die Garage zurückzog, er ihn jedoch dabei ertappte, wie er dort ein Foto des Verstorbenen anstarrte. Walter, der die Sorge um seine trauernde Mutter tragen musste, sagt, dass er damals aufgehört habe ein Kind zu sein – vom Vater ermahnt, nicht vor der Mutter zu weinen. Paul glaubt, dass Walter in jener Zeit innerlich einen Teil von sich abgespalten hat, der ihm nun zur Erfüllung fehle. Lob für die Übernahme von Verantwortung für das Leben anderer sei sein Lebensinhalt geworden, beginnend mit der Anerkennung seines Vaters, als er sich um seine Mutter kümmerte. Walter hält sich für zu alt, um den Kontakt zu sich selbst wiederherzustellen und sich um sich selbst zu kümmern. Doch Paul kann Walter überzeugen die Therapie fortzusetzen, um diesen Weg zu gehen.

#### Paul und Gina (II)
Termin: freitags, 18 Uhr
Paul sucht Gina auf, die mittlerweile wieder als Therapeutin arbeitet, um ihr mitzuteilen, dass er von Alex’ Vater verklagt wird und sie deswegen bald von dessen Anwalt wegen einer Einschätzung seiner Fähigkeiten konsultiert werde. Das Gespräch wird von Tammy, einer Patientin Ginas und Pauls Jugendliebe, die etwas im Zimmer vergessen hat, unterbrochen. Paul und seine inzwischen verheiratete Ex-Freundin sehen sich so nach langer Zeit zufällig wieder und gehen wenig später eine kurze Affäre miteinander ein.
Da sich Paul nach den Ereignissen der ersten Staffel und seiner Scheidung vor den Trümmern seines Lebens stehen sieht, überredet er Gina, ihm mit einer Therapie zu helfen. Darin arbeitet er auch die Beziehung zu seinem Vater auf, den er für die Depression und den späteren Selbstmord seiner Mutter verantwortlich macht, weil dieser die Familie vernachlässigt und ständig Affären gehabt habe. Mittlerweile ist Pauls Vater parkinsonkrank und liegt sterbend in einem Pflegeheim. Paul, offiziell die Ansprechperson für dessen Belange, ist wütend über die auch finanzielle Verantwortung, die er ihm seiner Meinung nach aufgebürdet hat. Er möchte ihn nicht besuchen und wünscht sich in einem Ausbruch von Ärger sogar dessen Tod. Gina weist Paul darauf hin, dass sein Vater die bipolare Störung seiner Mutter nicht ausgelöst haben könne, da Bipolarität durch eine Veranlagung entstehe. Tammy erinnert sich in abweichender Weise an einen Tag aus ihrer und Pauls Jugend, als seine Mutter versuchte sich das Leben zu nehmen. Anders als Paul, der sich in der Rolle eines Kindes sieht, das anstelle seines abwesenden Vaters die Verantwortung für die Familie, vor allem seine Mutter, übernehmen musste, meint sich Tammy zu entsinnen, dass sein Vater sich in jener Nacht um die Familie kümmerte. Gina vermutet, Teile von Pauls Erinnerungen seien möglicherweise verfälscht. Paul kommt zu der Überlegung, dass sein Vater seine Mutter möglicherweise verließ, da er sie nicht heilen konnte und sich als Arzt daher wie ein Versager fühlte. Er beginnt eine verständnisvollere und versöhnlichere Haltung ihm gegenüber einzunehmen und möchte mit ihm reden.
Nach dem Tod seines Vaters hat Paul auf der Beerdigung neue, auch positive, Details aus dessen Leben erfahren, die ihn vor die Frage stellen, wer sein Vater eigentlich war. Er wirft sich vor, ihn nicht besser kennengelernt, sondern ihm immer nur Vorwürfe gemacht zu haben. An dessen Sterbebett hat er mit dem schon Bewusstlosen gesprochen und sich dafür entschuldigt, sich nicht mehr um ihn gekümmert zu haben. Während er von seinen eigenen Problemen erzählte, starb sein Vater. Paul betrachtet sich deswegen als weinerlichen Egozentriker, der seinem Vater nichts mitzuteilen gehabt habe außer Klagen über sein eigenes Leben. Gina meint, der Kranke habe vielleicht unbewusst auf ihn gewartet, um dann in Frieden sterben zu können. Paul hätte gerne gewusst, ob sein Vater stolz auf ihn war; aus Angst, dass sein Vater ihn vielleicht lieben konnte, obwohl er selbst meint, ihn sein ganzes Leben lang gehasst zu haben, zögerte er das Gespräch mit ihm so lange hinaus, bis es zu spät war, um dies festzustellen. Nach der Scheidung ist er besorgt, den Kontakt zu seinen Kindern zu verlieren, so wie er den zu seinem Vater. Vor der Sitzung hat er Kate gebeten, ihrer Beziehung noch eine zweite Chance zu geben, wurde jedoch von ihr mit der Neuigkeit konfrontiert, dass sie sich mittlerweile in jemand anderen verliebt habe.
Direkt im Anschluss an sein Treffen mit Gina ist Paul mit Alex’ Vater verabredet. Dieser verlangt von ihm ein schriftliches Bekenntnis seiner Alleinschuld am Tod von Alex, welches ihm lediglich Genugtuung geben solle, ohne dass er es jedoch gegen Paul verwenden wolle. Im Gegenzug werde er die Klage fallenlassen. Paul entscheidet sich, den Brief zu schreiben, und bringt ihn Gina bei ihrem nächsten Treffen zur Durchsicht mit. Diese hält Pauls Schuldbekenntnis für ein großes Risiko in dem Rechtsstreit, doch Paul fürchtet die Konsequenzen nicht und denkt sogar daran seinen Beruf aufzugeben, da er glaubt keine Hilfe für seine Patienten zu sein. Stattdessen überlegt er, als Life-Coach zu arbeiten, weil er dann konkrete Ratschläge erteilen dürfte. Er gerät in eine Auseinandersetzung mit Gina, als er dieser vorwirft, ihm ihre wahre, nämlich schlechte, Meinung über ihn und seine Arbeit vorzuenthalten. Gina entgegnet gereizt, sie halte ihn aufgrund seines Verhaltens ihr gegenüber für ein „Arschloch“, und ist überzeugt, er fühle sich wohl in der Rolle des von Autoritäten ungerecht Behandelten, da ihm diese seit seiner Kindheit vertraut sei. Er projiziere die Enttäuschung über seine Eltern auf sie. Obwohl er ständig den Wunsch verspüre die Grenzen zwischen Therapeut und Patient niederzureißen, sei Paul aufgrund seines hohen Einfühlungsvermögens ein guter Therapeut. Als die Wogen wieder geglättet sind, reagiert Gina mitfühlend auf Pauls Erwähnung von Walters Selbstmordversuch und ermutigt ihn weiter seiner Arbeit nachzugehen. Den Brief bewahrt sie für ihn auf.
Als Paul Gina das nächste Mal besucht, hat er beschlossen den Brief nicht abzuschicken – ermuntert von seiner Tochter Rosie, die ihn für einen guten Menschen hält und findet, er würde dadurch etwas gestehen, an dem er nicht die Schuld trage. Nun wartet er auf Nachricht von seinem Anwalt über das Ergebnis der Anhörung vor Gericht. Dieser teilt ihm während der Sitzung telefonisch mit, dass der Richter die Klage abgewiesen habe. Paul kann nach all dem Druck gar nicht richtig realisieren, dass er nun weiter in seinem Beruf arbeiten darf. Er schildert seine therapeutischen Erfolge im Laufe der Woche und ist überrascht von seinem Verständnis für Aprils Entscheidung, ihre Therapie bei ihm zu beenden, obwohl er doch sonst immer unbedingt allen helfen wolle. Nun sieht er sich in der Rolle eines kurzzeitigen Begleiters seiner Patienten während einer Krisenzeit, der jedoch nicht deren Leben für sie entschlüsseln könne. Paul möchte die Therapie bei Gina beenden und sich von ihr lösen, nachdem er sie die ganzen Jahre, seitdem er sie in seiner Zeit als Doktorand als brillante Therapeutin verehrte, wie eine Art Ersatzmutter behandelt und alles, was er an sich selbst nicht mochte, auf sie projiziert habe. Paul möchte leben und sich nicht mehr analysieren. Gina hält Pauls Ausstieg für den falschen Zeitpunkt, doch er ist fest entschlossen. Er will sich mit Menschen umgeben und weiter als Therapeut arbeiten, weiß jedoch noch nicht in welcher Form. Gina schlägt ihm vor sich als Supervisor von jungen Therapeuten zu betätigen. Paul erzählt, wie er sich mit einer fremden Frau angeregt über eines seiner Lieblingsbücher unterhalten habe, ein Buch, in dem es um Erlösung gehe. Er werde sie vielleicht wieder sehen. Paul zollt Gina seine Anerkennung als Therapeutin, die ihm sehr geholfen habe, und verlässt sie. Sie wünscht ihm alles Gute für die Zukunft.

### Dritte Staffel
Anders als bei den vorherigen beiden Staffeln setzt sich eine erzählte Woche in dieser Staffel nur noch aus vier Folgen zusammen. Davon widmen sich drei Folgen jeweils Pauls Sitzungen mit seinen Patienten Sunil, Frances und Jesse, die vierte befasst sich mit Pauls regelmäßigen Besuchen bei seiner neuen Therapeutin Adele. Die Staffel umfasst 28 Folgen und sieben erzählte Wochen.

### Variationen in der Struktur
Die Serie ist in ihrem Aufbau zwar durch eine klare Struktur gekennzeichnet, das Schema wird jedoch gelegentlich und auf unterschiedliche Weise aufgebrochen. So ändern sich für einige Folgen die üblichen Personenkonstellationen, der Hauptschauplatz „Praxis“ wird durch andere Orte ersetzt, die im Mittelpunkt stehenden Gespräche finden nicht während Sitzungen statt, die Handlung spielt zu vom Muster abweichenden Uhrzeiten, Tage werden in der Erzählung ausgespart oder mehrere in einer Folge zusammengefasst:
In drei Folgen der ersten Staffel (1.25, 1.30 und 1.35) begleitet Pauls Ehefrau ihren Mann zu den Treffen bei Gina; das in einer Folge (1.26) stattfindende Gespräch von Laura und Paul in dessen Praxis ist privat, nachdem sie die Behandlung zuvor beendet hat; die folgende Montags-Episode (1.31) ersetzt Lauras Sitzung durch ein Gespräch zwischen Paul und seinen Kindern über Laura und seine Ehe; in der anschließenden Montags-Episode (1.36), die ausnahmsweise um 10 Uhr spielt, wird Alex beerdigt und Pauls und Lauras vergleichsweise kurzes Gespräch findet auf dem Friedhof statt; in der nächsten Dienstags-Folge (1.37) kommt Alex’ Vater in Pauls Praxis; in der fünften Sophie-Folge (1.23) nimmt ihre Mutter, in der letzten (1.41) ihr Vater zeitweise am Sitzungsgespräch teil; die allerletzte Folge der Staffel (1.43) spielt größtenteils in Lauras Wohnung und behandelt ein Gespräch zwischen Paul und Laura, während das eigentliche Freitags-Gespräch zwischen Paul und Gina am Ende der Folge nur noch wenige Minuten dauert. Woche neun beginnt mit einem Mittwoch, den Montag und Dienstag zeigt die Serie nicht.
Die erste Folge der zweiten Staffel (2.01) spielt ausnahmsweise um 9 Uhr und an Mias Arbeitsplatz, einer Anwaltskanzlei; das Gespräch von Paul und Walter nach dessen Selbstmordversuch (2.24) findet später als sonst im Krankenhaus statt; mehrere Sitzungen fangen verspätet an oder wurden verschoben (2.11, 2.12, 2.14). Eine Folge (2.20) weist mehrere Zeitsprünge auf: Mittels Zwischentitel voneinander abgegrenzt, werden verschiedene Ereignisse im Verlauf des Freitags der vierten Woche (darunter das Gespräch mit Gina), aber auch Pauls Besuch bei seinem sterbenden Vater im Krankenhaus am folgenden Montagabend, zusammengefasst. Die damit eingeleitete neue Woche wird weiter nicht erzählt, da Paul, um seinen Vater zu sehen und nach dessen Tod, sämtliche Termine mit seinen Patienten absagt.

## Besetzung

### Hauptfiguren
| Rollenname        | Schauspieler         | Hauptrolle (Staffel & Folge) | Synchronsprecher         |
| ----------------- | -------------------- | ---------------------------- | ------------------------ |
| Dr. Paul Weston   | Gabriel Byrne        | 1.01–3.28                    | Eberhard Haar            |
| Gina              | Dianne Wiest         | 1.04–2.35                    | Kerstin Sanders-Dornseif |
| Laura             | Melissa George       | 1.01–1.43                    | Tanja Geke               |
| Alex              | Blair Underwood      | 1.02–1.32                    | Charles Rettinghaus      |
| Sophie            | Mia Wasikowska       | 1.03–1.41                    | Adak Azdasht             |
| Amy               | Embeth Davidtz       | 1.04–1.42                    | Silvia Mißbach           |
| Jake              | Josh Charles         | 1.04–1.42                    | Markus Pfeiffer          |
| Mia               | Hope Davis           | 2.01–2.31                    | Sabine Falkenberg        |
| April             | Alison Pill          | 2.02–2.32                    | Marie-Luise Schramm      |
| Oliver            | Aaron Grady Shaw     | 2.03–2.33                    | Lukas Schust             |
| Walter            | John Mahoney         | 2.04–2.34                    | Ernst Meincke            |
| Luke              | Russell Hornsby      | 2.03–2.33                    | Jörg Hengstler           |
| Bess              | Sherri Saum          | 2.03–2.33                    | Claudia Urbschat-Mingues |
| Sunil             | Irrfan Khan          | 3.01–3.25                    |                          |
| Frances           | Debra Winger         | 3.02–3.26                    |                          |
| Jesse             | Dane DeHaan          | 3.03–3.27                    |                          |
| Adele             | Amy Ryan             | 3.04–3.28                    |                          |
| Dr. Brooke Taylor | Uzo Aduba            | 4.01–                        |                          |
| Eladio Restrepo   | Anthony Ramos        | 4.01–4.21                    |                          |
| Colin             | John Benjamin Hickey | 4.02–4.22                    |                          |
| Laila             | Quintessa Swindell   | 4.03–4.23                    |                          |
| Rhonda            | Charlayne Woodard    | 4.03, 4.07, 4.11, 4.23       |                          |
| Rita              | Liza Colón-Zayas     | 4.04–4.26                    |                          |

### Nebenfiguren
| Rollenname             | Schauspieler    | Nebenrolle (Staffel & Folge) | Synchronsprecher    |
| ---------------------- | --------------- | ---------------------------- | ------------------- |
| Kate Weston            | Michelle Forbes | 1.03–1.43, 2.10, 2.25        | Sabine Arnhold      |
| Rosie Weston           | Mae Whitman     | 1.26–1.41, 2.09, 3.14        | Marie-Luise Schramm |
| Ian Weston             | Jake Richardson | 1.31                         |                     |
| Max Weston             | Max Burkholder  | 1.03, 2.13                   |                     |
| Max Weston             | Alex Wolff      | 3.04–3.19                    |                     |
| Alex Prince Sr.        | Glynn Turman    | 1.36, 1.37, 2.01, 2.25       | Klaus Sonnenschein  |
| Zack, Sophies Vater    | Peter Horton    | 1.41                         |                     |
| Olivia, Sophies Mutter | Julia Campbell  | 1.23, 1.38                   | Christin Marquitan  |
| Tammy Meswick          | Laila Robins    | 2.05–2.20                    | Sabine Jaeger       |
| Adam                   | Joel Kinnaman   | 4.04–4.26                    |                     |

## Sendekonzepte

### Vereinigte Staaten
HBO experimentierte bei den Erstausstrahlungen der drei bisher produzierten Staffeln mit verschiedenen Sendekonzepten. Mit keinem konnte der Sender jedoch eine für seine Verhältnisse gute Einschaltquote verzeichnen.
Für die erste Staffel übernahm HBO das ungewöhnliche Sendekonzept von BeTipul und strahlte neun Wochen lang jeden Tag von Montag bis Freitag eine der Episoden im Abendprogramm aus. Die Folgen, deren Handlung an einem Montag spielt, wurden auch jeweils an einem Montag gesendet und ebenso verfuhr man mit den anderen Wochentagen.
Zusätzlich spielte der Sender, wie schon das israelische Vorbild, mit den weiteren Möglichkeiten, die die Erzählstruktur der Serie bot. An jedem Montag wurden die Episoden der anstehenden Woche noch vor der regulären Erstausstrahlung im Hauptkanal bei HBO On Demand angeboten und HBO Signature sendete als Wiederholungen jede Folge an dem der Handlung entsprechenden Wochentag zu der von der Handlung vorgegebenen Uhrzeit (z. B. liefen die Alex-Folgen immer dienstags um 10 Uhr, die Sophie-Folgen mittwochs um 16 Uhr). An den Wochenenden wurden alle Folgen der jeweiligen Woche auf den beiden Hauptkanälen HBO und HBO 2 nochmals im Block gezeigt, direkt vor einer neuen Folge diejenige vom gleichen Tag der vorherigen Woche wiederholt. Laut HBO-Programmplaner David Baldwin bot der Sender seinen Abonnenten bewusst eine möglichst große Bandbreite an Rezeptionsmöglichkeiten an, um mittels einer „besonderen Sendestrategie“ der „besonderen Serie“ gerecht zu werden und es ihnen gleichzeitig zu ermöglichen, „bis zum Ende der Serie dabei zu bleiben“. Das neuartige Serienformat und das kompliziert erscheinende Sendekonzept sorgten bei ihrer Bekanntgabe für Erstaunen in den Medien und in Internetforen.
Für die Erstausstrahlungen der zweiten und dritten Staffel änderte HBO sein Sendekonzept allerdings zugunsten eines nicht länger an der Erzählstruktur der Serie orientierten Senderhythmus. Die zweite Staffel wurde zu Blöcken von je zwei Folgen sonntags und drei Folgen montags im Spätabendprogramm gebündelt, die dritte Staffel jeweils in Doppelfolgen montag- und dienstagabends gesendet. Sue Naegle von HBO begründete den neuen Sendeplan für die zweite Staffel damit, dass die meisten Zuschauer bei der ersten Staffel bevorzugt mehrere Folgen hintereinander geschaut hätten, um sich wirklich in die Geschichte zu vertiefen. Es sei wahrscheinlich schwierig für diese gewesen, sich an fünf Tagen der Woche auf die Serie einzulassen.

### Deutschsprachiger Raum
Auch die deutschsprachigen Fernsehsender entschieden sich für unterschiedliche Sendekonzepte. Manche orientierten sich an dem amerikanischen Modell für die erste Staffel mit täglich einer am entsprechenden Wochentag gesendeten Folge, andere nicht.
Premiere Serie etwa hielt sich bei der deutschsprachigen Erstausstrahlung der ersten 15 Episoden von Staffel eins daran, der Premiere Serie ersetzende Sender FOX Channel, der die restlichen Folgen der Staffel zeigte, wich lediglich am Ende davon ab und berücksichtigte die in der Erzählung ausgesparten beiden Tage (Montag und Dienstag) der neunten Woche nicht: Die Mittwochs-Folge wurde an einem Montag, die Donnerstags-Folge am Dienstag und die Freitags-Folge am Mittwoch gezeigt, so dass sich die Wochentage von Handlung und Ausstrahlung für diese drei Tage nicht mehr entsprachen.
ORF 2 und SF zwei hielten sich für die österreichische bzw. Schweizer Erstausstrahlung im Free-TV insofern an das Konzept, als sie die Folgen jeweils im Spätabendprogramm des entsprechenden Tages bzw. im anschließenden Nachtprogramm sendeten, mit der Ausnahme, dass SF zwei wie FOX die ausgelassenen Tage der neunten Woche ignorierte.
Für die deutsche Erstausstrahlung im Free-TV wählte 3sat einen ganz anderen Senderhythmus und strahlte die ersten 20 Folgen über einen Zeitraum von zwei Wochen (Montag bis Freitag) jeden Abend in Doppelfolgen aus. Die restlichen 23 Folgen liefen dann nur noch einmal in der Woche mittwochs als Doppelfolgen, bzw. die letzten als Block von drei Folgen. So wie HBO sie gesendet hatte, gab es die Staffel im deutschen Free-TV erstmals auf ZDF neo zu sehen (Folgen spätabends am entsprechenden Tag bzw. im Nachtprogramm).
Staffel zwei wurde von 3sat in deutschsprachiger Erstausstrahlung mit wöchentlich einer Folge gesendet.

## Vergleich mitBeTipul
Die ersten beiden Staffeln von In Treatment basieren direkt auf den beiden Staffeln der von Produzent, Regisseur und Drehbuchautor Hagai Levi entwickelten israelischen Fernsehserie BeTipul (2005–2008). Erst der dritten Staffel liegen eigene Ideen zugrunde.
Als erste israelische Fernsehproduktion überhaupt wurde BeTipul für den amerikanischen Markt adaptiert und gilt in Israel auch deswegen als großer Erfolg.
Co-Executive Producer Noa Tishby, eine israelische Schauspielerin aus Los Angeles, hatte BeTipul bei einem Familienbesuch in Tel Aviv kennengelernt, als die erste Staffel gerade ausgestrahlt war. Sie machte Hagai Levi ausfindig und erhielt die Genehmigung, die Serie in den USA ihrem Manager Stephen Levinson vorzustellen, der diese dann erfolgreich dem Fernsehsender HBO anbot.
Sowohl Levi als auch Levinson fungierten in der Produktion daraufhin als Executive Producers.
Der Serientitel „In Treatment“ ist die englische Entsprechung des hebräischen „BeTipul“ (בטיפול, auf Deutsch ‚In Behandlung‘).

### Erste Staffel
Geschichte und Figuren wurden für das von HBO produzierte Remake im Wesentlichen übernommen, die Dialoge fast eins zu eins vom Hebräischen ins Englische übersetzt.
Während die israelischen Autoren Credits für das zugrunde liegende Material erhielten, bekamen die adaptierenden amerikanischen Autoren Credits für das Drehbuch.
Auch die Titelmelodie von Avi Belleli ist die gleiche, allerdings in einer stark gekürzten Version zu einem wesentlich knapperen Vorspann. Die originale Sendestruktur wurde für die erste Staffel ebenfalls beibehalten (→ Sendekonzepte).
Doch trotz identischer Grundrisse der Serien gibt es diverse Unterschiede im Detail.
Inhaltliche Abweichungen sind zum Teil der Anpassung der Geschichte an den Schauplatz USA mit seinen anderen kulturellen und sozialen Gegebenheiten geschuldet: Der Kampfpilot Yadin aus BeTipul, der Alex aus In Treatment entspricht, hat bei seinem Einsatz palästinensische Kinder getötet, während Alex eine islamische Religionsschule im Irak bombardiert hat; sein Vater ist kein afroamerikanischer Bürgerrechtler, der Rassismus ausgesetzt war, sondern ein Holocaust-Überlebender. Blair Underwood war bereits für die Rolle des Alex engagiert, als seine Figur noch mehrmals umgestaltet wurde.
Die ersten Folgen zu dem Ehepaar Michael und Orna aus BeTipul befassen sich mit der Planung von Ornas Ersuchen um die Genehmigung eines Schwangerschaftsabbruchs, den sie vor einem durch das israelische Gesetz vorgeschriebenen Ausschuss rechtfertigen muss. Da ein solches Komitee im US-amerikanischen Abtreibungsrecht nicht festgeschrieben ist, fehlt dieser Aspekt in der Geschichte um das Paar Jake und Amy.
In die Handlung der letzten drei Wochen der ersten Staffel von In Treatment fanden einerseits einzelne Folgen von BeTipul keinen Eingang, andererseits wurden auch Folgen neu entwickelt. Daraus ergibt sich für die erste Staffel der amerikanischen Version eine abweichende Anzahl von 43 statt 45 Folgen.
Die äußere Erscheinung der Räume und Personen von In Treatment wirkt glanzvoller: So ist etwa die Kleidung des amerikanischen Therapeuten weniger schäbig, er selbst ist körperlich fitter und seine Praxiseinrichtung macht im Unterschied zu Dagans einen luxuriösen, stilvollen und einladenden Eindruck.
Für die erste Staffel stand der amerikanischen Serie ein Budget zur Verfügung, das um ein Dreifaches höher war als das der israelischen.

### Zweite Staffel
Mit Oliver und seinen Eltern Bess und Luke führt In Treatment neue Figuren ein, während in BeTipul der Fall von Orna und Michael aus der ersten Staffel (In Treatment: Jake und Amy) fortgeführt und ihr Sohn Itay ins Zentrum des Geschehens gerückt wird.
Die Walter entsprechende Figur Efi in BeTipul begeht keinen Selbstmordversuch. Stattdessen befasst sich die Staffel ab der fünften Woche mit Efis Tochter und deren Beziehung zu ihrem Vater, wodurch sie eine deutlich gewichtigere Rolle erhält als in In Treatment. Drehbuchautor und Showrunner Warren Leight begründete die abgeänderte Handlung in In Treatment damit, dass er die Einführung einer neuen Figur an dieser Stelle für einen Betrug an der Geschichte hielt, da er fand, Efi habe auf einen Selbstmordversuch zugesteuert, den die israelischen Autoren vermutlich hätten umgehen wollen.
In der letzten April-Folge wird an Sophie aus der ersten Staffel angeknüpft, indem April Paul von einem Beitrag Sophies im Internet erzählt, den sie gelesen hat. Sophie dankt Paul darin für die Therapie.
Die Idee zur Verbindung der beiden Figuren, die in BeTipul nicht in dieser direkten Form hergestellt wird, stammt von Drehbuchassistent John Haller, der Parallelen zwischen Sophie und April sah.

### Einander entsprechende Figuren der beiden Serien
| BeTipul             | In Treatment       |
| ------------------- | ------------------ |
| Reuven Dagan        | Paul Weston        |
| Gila                | Gina               |
| Naama               | Laura              |
| Yadin               | Alex               |
| Ayala               | Sophie             |
| Michael             | Jake/Luke          |
| Orna                | Amy/Bess           |
| Yael Dagan          | Kate Weston        |
| Menachem Yerushalmi | Alex Prince Senior |
| Talia               | Mia                |
| Itay                | Oliver             |
| Efi                 | Walter             |
| Iris                | April              |
| Tami                | Tammy              |

## Ausstrahlung

### Vereinigte Staaten
Am 28. Januar 2008 sendete der Pay-TV-Sender HBO die allererste Episode von In Treatment. Bis zum 28. März 2008 lief die erste Staffel der Serie dort fünfmal die Woche. Die zweite Staffel wurde zwischen dem 5. April und dem 25. Mai 2009 ausgestrahlt, die dritte zwischen dem 25. Oktober und dem 7. Dezember 2010.

### Deutschsprachiger Raum
In deutschsprachiger Erstausstrahlung wurden die ersten 15 Episoden der ersten Staffel zwischen dem 15. September und dem 3. Oktober 2008 auf dem Pay-TV-Sender Premiere Serie ausgestrahlt. Da Premiere Serie zu der Zeit durch den Sender FOX Channel ersetzt wurde, lief die Staffel dort nicht bis zum Ende, sondern startete am 3. November 2008 auf FOX neu, wo sie bis zum 31. Dezember 2008 komplett gesendet wurde.

#### Deutschland
Im deutschen Free-TV zeigte 3sat die erste Staffel zwischen dem 15. Februar und dem 12. Mai 2010. Vom 21. Februar bis zum 21. November 2011 lief auf 3sat die zweite Staffel in deutschsprachiger Erstausstrahlung.

#### Schweiz
In der Schweiz wurde die erste Staffel als deutschsprachige Free-TV Ausstrahlung zwischen dem 6. Juli und dem 3. September 2009 auf dem Sender SF zwei gezeigt.

#### Österreich
In Österreich war die erste Staffel vom 7. Juli bis zum 5. September 2009 auf dem Free-TV-Sender ORF 2 zu sehen.

## DVD-Veröffentlichung
In den Vereinigten Staaten erschien die erste Staffel am 24. März 2009 auf DVD, die zweite am 12. Oktober 2010 und die dritte am 4. Oktober 2011. Auch in weiteren Ländern wurde die Serie bereits veröffentlicht, unter anderem auch auf DVDs mit dem für West- und Mitteleuropa gültigen Regionalcode 2. Eine Veröffentlichung mit deutscher Synchronisation oder mit deutschem Untertitel gibt es bisher nicht.

## Beurteilung

### Pressekritik
Mary McNamara von der Los Angeles Times hielt die Serie „allein schon wegen des schauspielerischen Niveaus“ für sehenswert, fand sie „clever durchdacht“ und gut geschrieben, stellenweise jedoch auch unglaubwürdig oder „bühnenhaft“.
Varietys Brian Lowry fand die Serie „strukturell interessanter als in der Umsetzung“.
Troy Patterson (Slate) war gelangweilt und genervt vom „Quasseln“ und prognostizierte „Kopfschmerzen“ bei den Zuschauern. Die Darstellung der Therapie hielt er für „kaum glaubwürdig“ und fürchtete um Paul Westons Therapeuten-Lizenz im wahren Leben.
Die New York Times lobte: „[Die Serie] ‚In Treatment‘ […] ist hypnotisch, vor allem weil sie Informationen genau so intelligent zurückhält wie auch preisgibt. […] Die halbstündigen Folgen sind süchtig machend und wenige Zuschauer werden wahrscheinlich mit jeweils immer nur einer Sitzung zufrieden gestellt sein. […] In Treatment liefert einen unwiderstehlichen, verstohlenen Blick auf die Psychopathologie des Alltags – auf Kosten von jemand anderem.“
Christian Buß von Spiegel Online hält „die grandiose US-Serie“ für mehr als „einen klassischen Seelenkrimi, der uns in die Abgründe und Ängste der Patienten hinab führt“, sie sei auch eine „Reflexion über die therapierte Gesellschaft“. Er meint: „Der Psychologe als therapeutischer Härtefall: Das ist die vielleicht verwegenste Wendung in der doppelbödig angelegten US-Serie ‚In Treatment‘, mit der die Möglichkeiten und Begrenzungen des modernen Seelendeutungsgewerbes vorgeführt werden.“

### Preise und Nominierungen
In Treatment wurde in verschiedenen Kategorien für Film- und Fernsehpreise vorgeschlagen oder mit diesen ausgezeichnet. Die folgende Auflistung enthält eine Auswahl der bedeutendsten Auszeichnungen und Nominierungen.

#### Gewonnen
- 2008: Emmy, Herausragender Gastdarsteller in einer Dramaserie, Glynn Turman
- 2008: Emmy, Herausragende Nebendarstellerin in einer Dramaserie, Dianne Wiest
- 2009: Golden Globe Award, Bester Serien-Hauptdarsteller – Drama, Gabriel Byrne

#### Nominiert
- 2008: Emmy, Herausragende Kameraarbeit für eine halbstündige Serie, Fred Murphy
- 2008: Emmy, Herausragender Hauptdarsteller in einer Dramaserie, Gabriel Byrne
- 2009: Golden Globe Award, Beste Nebendarstellerin – Serie, Mini-Serie oder Fernsehfilm, Dianne Wiest
- 2009: Golden Globe Award, Beste Nebendarstellerin – Serie, Mini-Serie oder Fernsehfilm, Melissa George
- 2009: Golden Globe Award, Bester Nebendarsteller – Serie, Mini-Serie oder Fernsehfilm, Blair Underwood
- 2009: Golden Globe Award, Beste Serie – Drama
- 2009: Emmy, Herausragender Hauptdarsteller in einer Dramaserie, Gabriel Byrne
- 2009: Emmy, Herausragende Nebendarstellerin in einer Dramaserie, Dianne Wiest
- 2009: Emmy, Herausragende Nebendarstellerin in einer Dramaserie, Hope Davis

## Soundtrack-Album
Am 15. Februar 2011 wurde eine Auswahl der originalen Serienmusik von Richard Marvin als Download-Album In Treatment – Season One and Two veröffentlicht. Das Album erschien beim Label Lakeshore Records der Filmproduktionsfirma Lakeshore Entertainment.
Titelliste:
1. Walter – Week 4 – Season 2
2. Sophie (theme) – Week 2 – Season 1
3. Oliver – Week 1 – Season 2
4. Jake & Amy (theme) – Week 1 – Season 1
5. Laura – Week 3 – Season 1
6. Oliver – Week 2 – Season 2
7. Gina – Week 1 – Season 1
8. Gina – Week 6 – Season 2
9. Mia – Week 6 – Season 2
10. Laura – Week 5 – Season 1
11. April – Week 2 – Season 2
12. Gina – Week 3 – Season 2
13. Oliver – Week 4 – Season 2
14. Mia – Week 1 – Season 2
15. Oliver – Week 4 – Season 2
16. Gina – Week 6 – Season 1
17. Gina – Week 5 – Season 2
18. Paul Follows Laura – Week 9 – Season 1
19. Gina – Week 1 – Season 2
20. Oliver – Week 2 – Season 2